# Spathius nearchoides
Spathius nearchoides är en stekelart som beskrevs av Nixon 1943. Spathius nearchoides ingår i släktet Spathius och familjen bracksteklar. Inga underarter finns listade i Catalogue of Life.